# Піралі
Піралі (перс. پیرعلی‎) — село в Ірані, входить до складу дехестану Дул у Центральному бахші шахрестану Урмія провінції Західний Азербайджан.